# Łozice
Łozice [pronunciación en polaco: /wɔˈʑit͡sɛ/] (alemán Neudorf ) es un pueblo en el distrito administrativo de Gmina Bobolice, dentro del condado de Koszalin, Voivodato de Pomerania Occidental, en el noroeste de Polonia.  Se encuentra aproximadamente 6 kilómetros al sur de Bobolice, 41 kilómetros al sureste de Koszalin, y 143 kilómetros al este de la capital regional Szczecin.
Para conocer la historia de la región, véase también Historia de Pomerania.
El pueblo tiene una población de 40 habitantes.